# ژائو بوتلهو
ژائو بوتلهو (انگلیسی: João Botelho؛ زادهٔ ۱۱ مهٔ ۱۹۴۹) کارگردان فیلم، نویسنده، فیلم‌نامه‌نویس، و تدوین‌گر اهل پرتغال است.